# Issa Chetoui
Issa Ali Chetoui (arab. عيسى علي شتاوي; ur. w 1953) – libijski lekkoatleta, olimpijczyk.
Chetoui wystąpił na Letnich Igrzyskach Olimpijskich 1980 w jednej konkurencji. Zajął 44. miejsce w maratonie wśród 53 sklasyfikowanych zawodników (osiągnął czas 2:38:01).
Rekord życiowy w maratonie – 2:38:01 (1980).